# Исимода, Сё
Исимода Сё (яп. 石母田 正 Ishimoda Shō, 9 сентября 1912 — 18 января 1986) — японский историк, специализировавшийся на древней и средневековой истории Японии (структурный переход между этими эпохами был в центре его научных интересов). Влиятельный марксистский учёный, убеждённый материалист, член Коммунистической партии Японии, руководитель послевоенной Группы изучения истории (Рекикен).

## Биография
Родился в семейном доме своей матери в Саппоро на Хоккайдо. Вырос в нынешнем городе Исиномаки (префектура Мияги), где его отец был мэром. Он поступил на философский факультет Императорского университета Токио, но затем перевёлся на исторический, который окончил в 1937 году. По окончании учебы работал в издательской компании «Фудзамбо» (1937—1945) и был журналистом «Асахи Симбун».
С 1947 года — лектор, с 1948 — профессор Университета Хосэй в Токио. За это время он занимал такие должности, как декан юридического факультета с 1963 года и директор библиотеки с 1967 года, выйдя на пенсию в 1981 году, когда стал почетным профессором. В 1973 году ему поставили диагноз «болезнь Паркинсона».
После войны принимал активное участие в деятельности компартии (его младший брат избирался от неё в Палату представителей). В 1950-х, под влиянием успеха социалистической революции в Китае, он начал пропагандировать модель азиатской альтернативы вестернизации, «провалившейся в Японии». Занимался организацией кружков изучения истории для рабочих по всей стране, написал влиятельную книгу «История и открытие народа».

## Вклад в историческую науку
Первое крупное произведение Исимоды «Становление средневекового мира» было написано ещё до войны, но рукопись была уничтожена, когда его дом загорелся во время воздушной бомбардировки Токио. По расхожему мнению, вскоре после окончания войны он вернулся в то, что осталось от своего дома, уединился там на лето и заново воссоздал всю работу. Согласно послесловию Исии Сусуму, приложенному к популярному переизданию этой книги, он написал всю 700-страничную рукопись на всего за один месяц в октябре 1945 года.
В своих многочисленных работах освещал проблемы рабства, сельской общины, семьи и брака с позиций исторического материализма. Среди прочего, он выдвинул новую концепцию генезиса японского феодализма, считая III—X века в Японии периодом господства неразвитого (по сравнению с античным средиземноморским) рабовладельческого строя; поместную систему землевладения сёэн — переходной формой от рабовладения к феодализму; а основным путём феодализации — образование местного феодального землевладения (рёсю).
Хотя подход Исимоды подвергался критике, однако он оказал большое воздействие на последующую японскую медиевистику и ускорил послевоенное восстановление дисциплины.

## Избранная библиография
- 中世的世界の形成 = Тюсэйтэки сэкай но кэйсэй (Формирование сревдневекового мира). Токио, 1946.
- 古代末期政治史序說: 古代末期の政治過程および政治形態 = Кодай макки-но сэйдзи катэй оёби сэйдзи кэйтай (Политический процесс и формы правления в конце древнего периода). Токио, 1952.
- 歴史と民族の発見 = Рэкиси то миндзоку (История и открытие народа), т. 1-2. Токио, 1952—1953.
- 日本の古代国家 = Нихон-но кодай кокка (Древнеяпонское государство). Токио, 1971.